# Noorderbegraafplaats (Vlissingen)
De Noorderbegraafplaats is een begraafplaats aan de President Rooseveltlaan in de Nederlandse gemeente Vlissingen. De begraafplaats werd in 1924 aangelegd en heeft een onregelmatig grondplan met een oppervlakte van 55.300 m².
Op de begraafplaats is ook een asstrooiveld.

## Oorlogsgraven en oorlogsmonumenten
Achter het toegangsgebouw staat een monument ter herinnering aan de slachtoffers van het bombardement op de stoomwasserij De Volharding op 31 mei 1943. Daarbij kwamen acht meisjes (leeftijden 14 tot 22 jaar) om het leven. Daarvan liggen er zeven op deze begraafplaats.  Daarnaast is er ook een monument voor de burgerslachtoffers die vielen bij de bevrijding van hun stad, van 1 tot 4 november 1944.
Verderop staat een monument voor de 251 inwoners van Vlissingen die zijn omgekomen in de Tweede Wereldoorlog. Ook 80 "van elders gekomenen" worden hier herdacht. 
Deze twee monumenten zijn daar van elders op de begraafplaats in 2010 naartoe verplaatst.
Er ligt een herdenkingssteen met de namen van de gesneuvelde militairen uit de gemeente die omkwamen in het voormalige Nederlands-Indië.

### Nederlandse oorlogsgraven

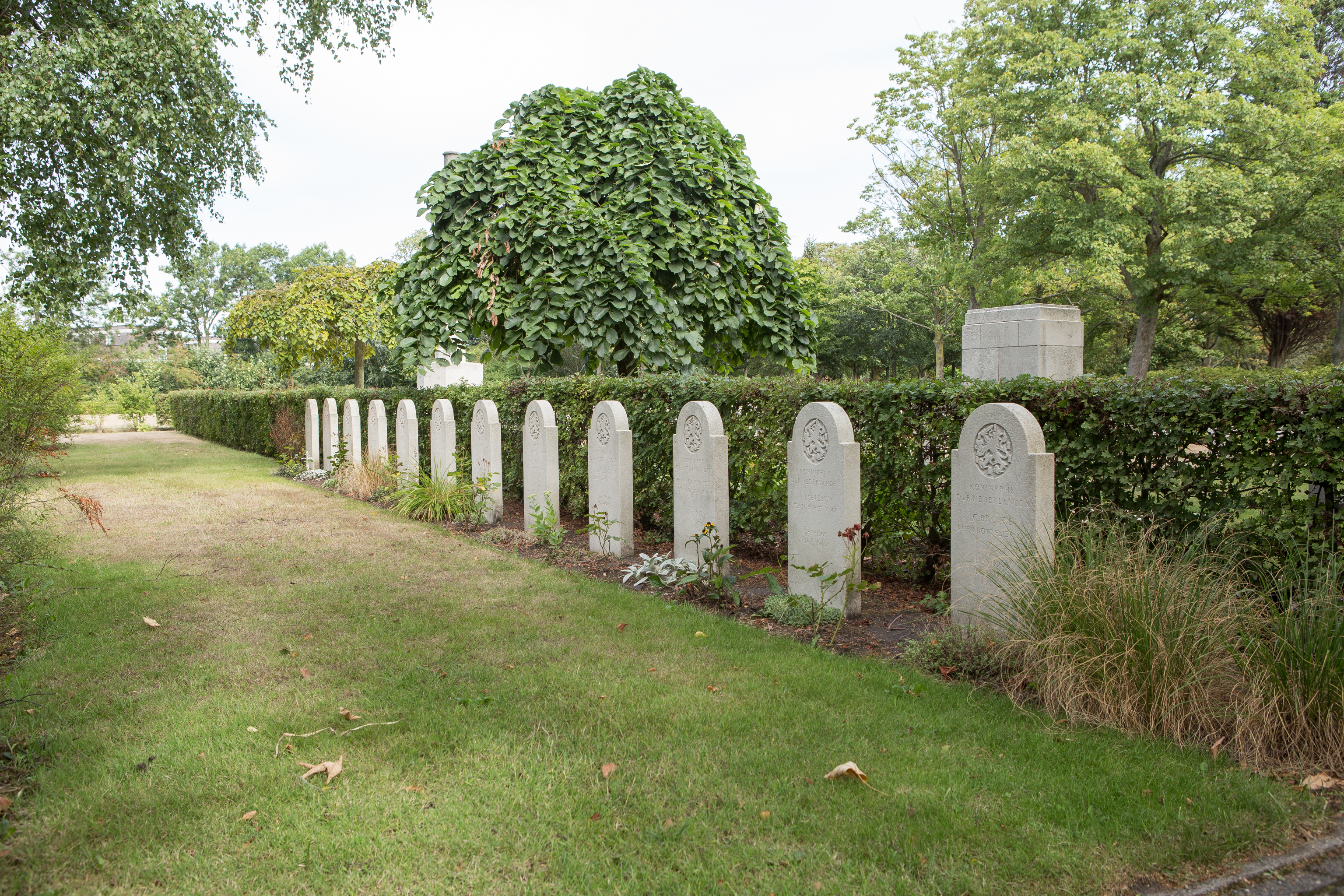
Nederlandse gesneuvelden

Aan de zuidelijke rand van het Britse ereveld liggen 12 Nederlandse soldaten en/of verzetsmensen uit de Tweede Wereldoorlog. Daarbij het graf van Irene Marie Joanna Doornbos, een Vlissingse verzetstrijdster.

### Britse oorlogsgraven
Er ligt een ereveld met 200 doden (waaronder 24 niet geïdentificeerde) uit de Tweede Wereldoorlog afkomstig uit landen van het Gemenebest. Daarbij liggen ook twee Polen. Er staat een herdenkingskruis (Cross of Sacrifice) naar ontwerp van Reginald Blomfield.
Aan de noordelijke rand van de begraafplaats ligt een perk met 36 Britten (waaronder 11 niet geïdentificeerde) die sneuvelden tijdens de Eerste Wereldoorlog. De meeste waren leden van de Royal Navy. Er liggen nog vijf Belgen (waaronder één burger) en twee Fransen.
De Belgische vereniging Herdenken om te strijden heeft hier een monument geplaatst.
- Stephen Arthur Grey diende onder het alias H.A. Francis als stoker op de H.M.S. Surprise bij de Royal Navy. Hij stierf op 23 december 1917.

De Britse graven worden onderhouden door de Commonwealth War Graves Commission en staan er geregistreerd onder Flushing (Vlissingen) Northern Cemetery.

#### Onderscheiden militairen
- volgende officieren van de Royal Air Force of de Royal Canadian Air Force werden onderscheiden met het Distinguished Flying Cross (DFC): Halan Donald R.L. Campbell, Joseph L Dehoux, Donald J. Harkness, Richard D.B. MacFadden, Alistair John O. Jeffrey, Donald G. Ogilvie, Martin T. Stephens en Richard G. England. Laatstgenoemde werd ook nog onderscheiden met de Distinguished Service Order (DSO).
- Alexander R. Edgar, Norman J. Giblin, Albert E. Horne en Albert E. Kindell werden onderscheiden met de Distinguished Flying Medal (DFM). Zij dienden bij de Royal Air Force of de Royal Australian Air Force als vliegtuigbemanning.
- Thomas Edward Barnes, sergeant-piloot bij de Royal Air Force werd onderscheiden met de Air Force Medal (AFM).

## Galerie

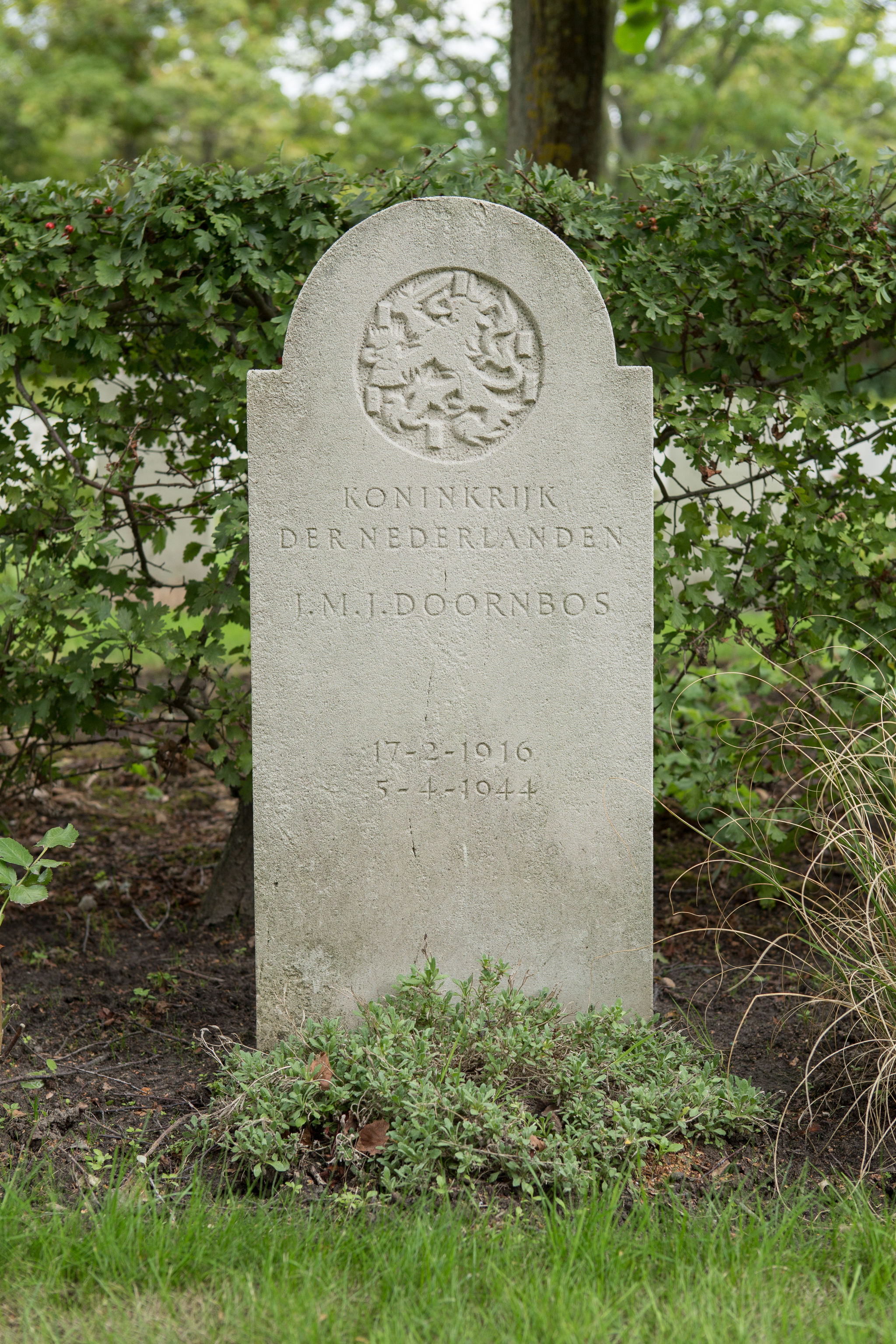
Graf van I.M.J. Doornbos
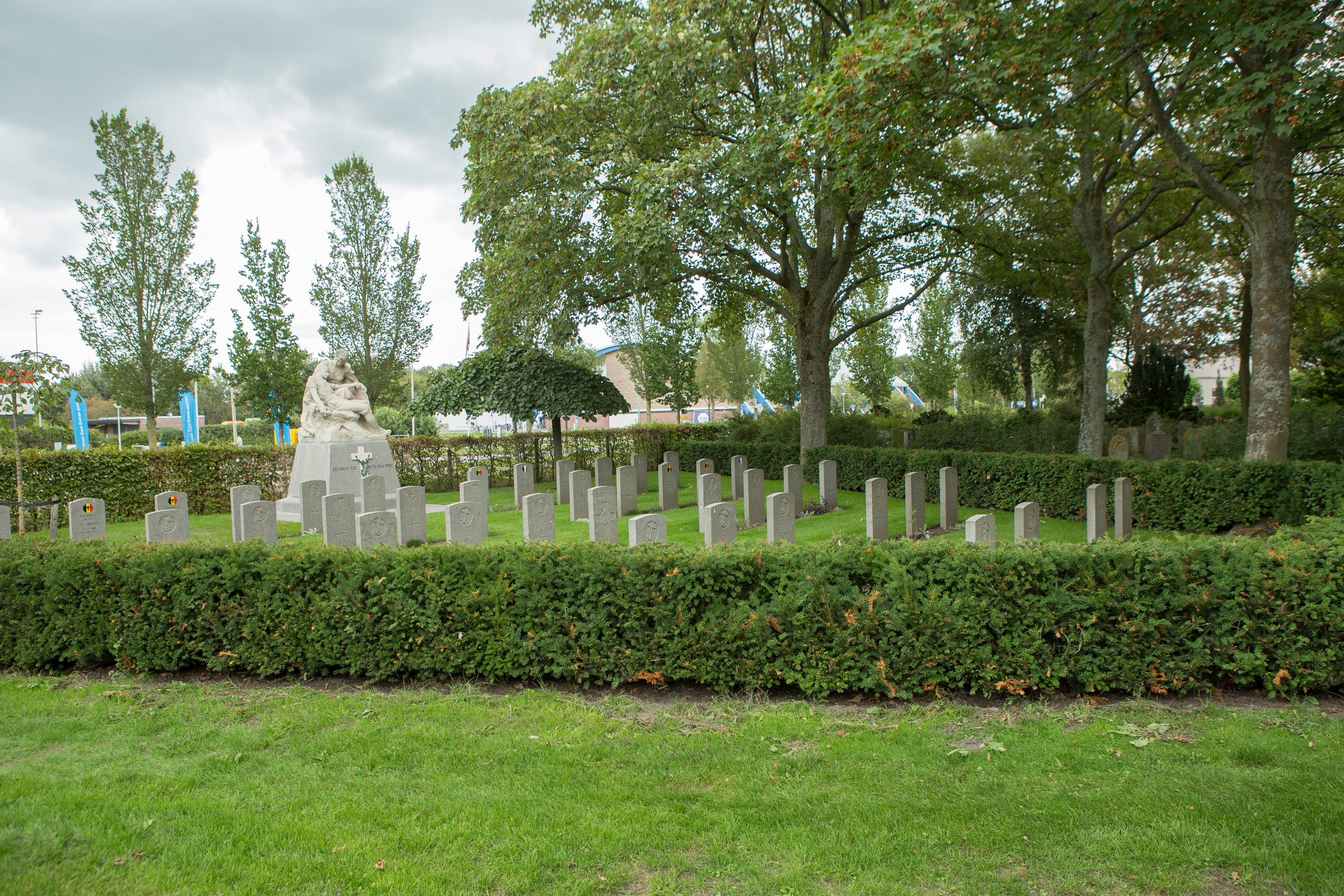
Monument bij graven uit de Eerste Wereldoorlog
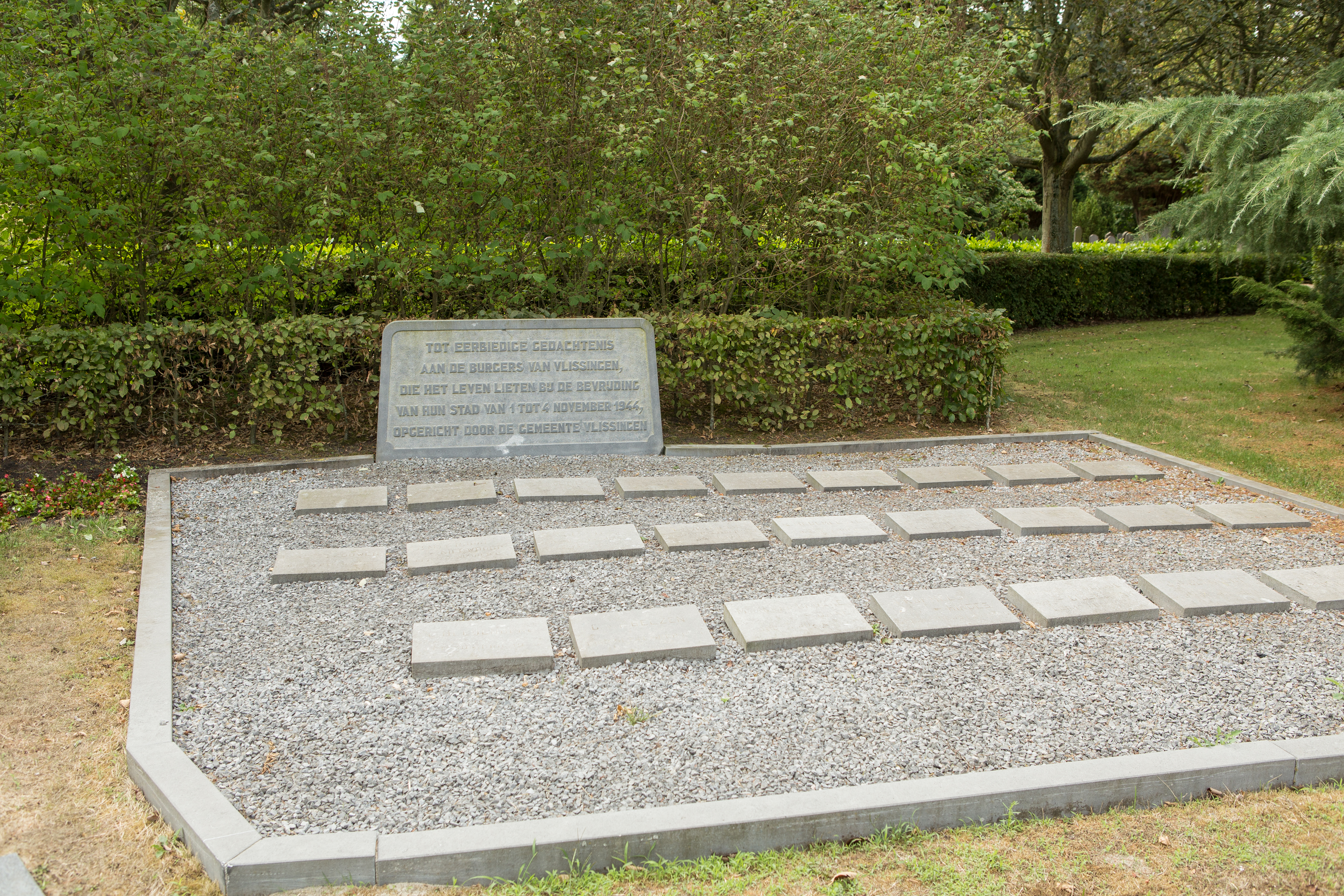
Bevrijdingsmonument Vlissingen
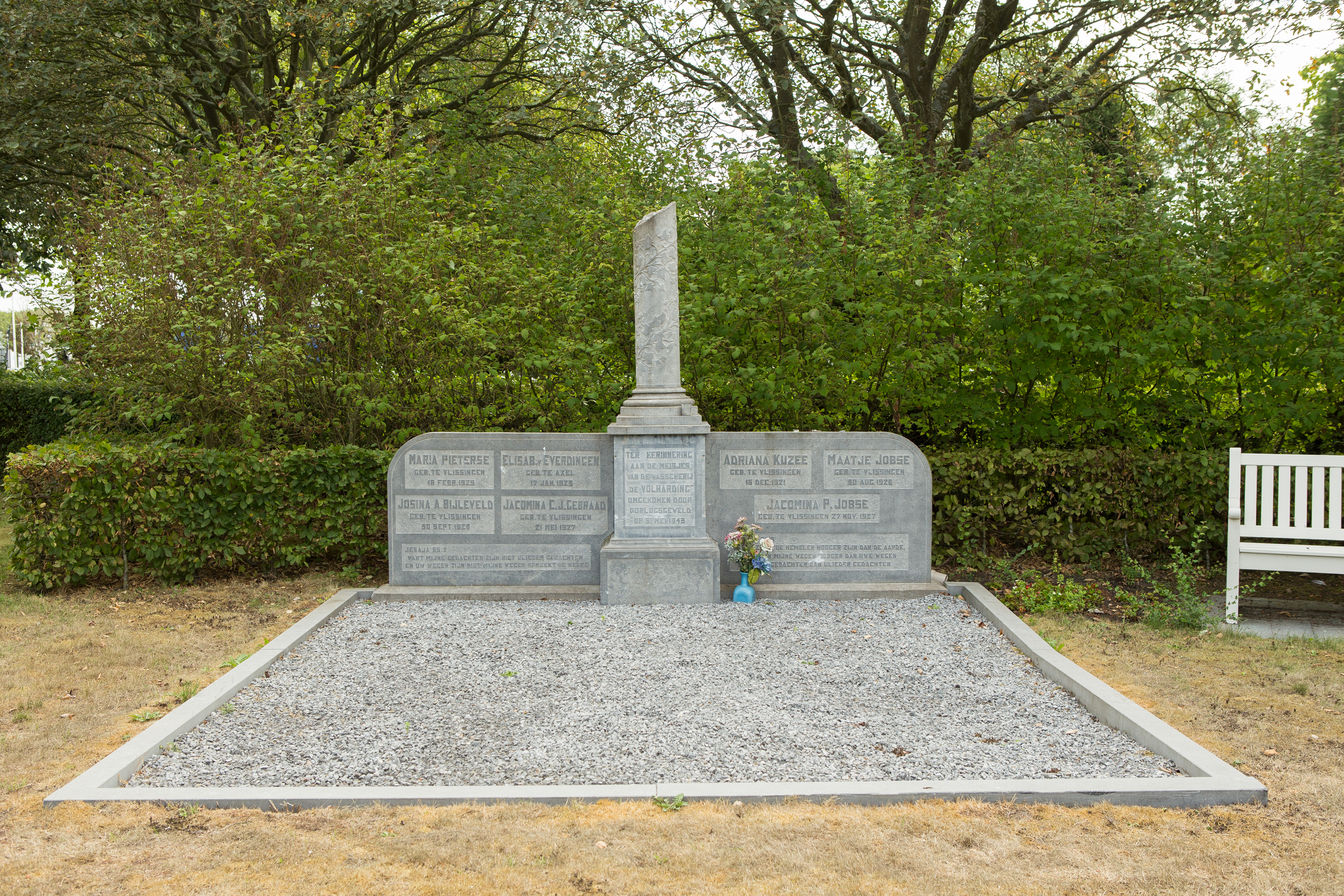
Grafmonument De Volharding
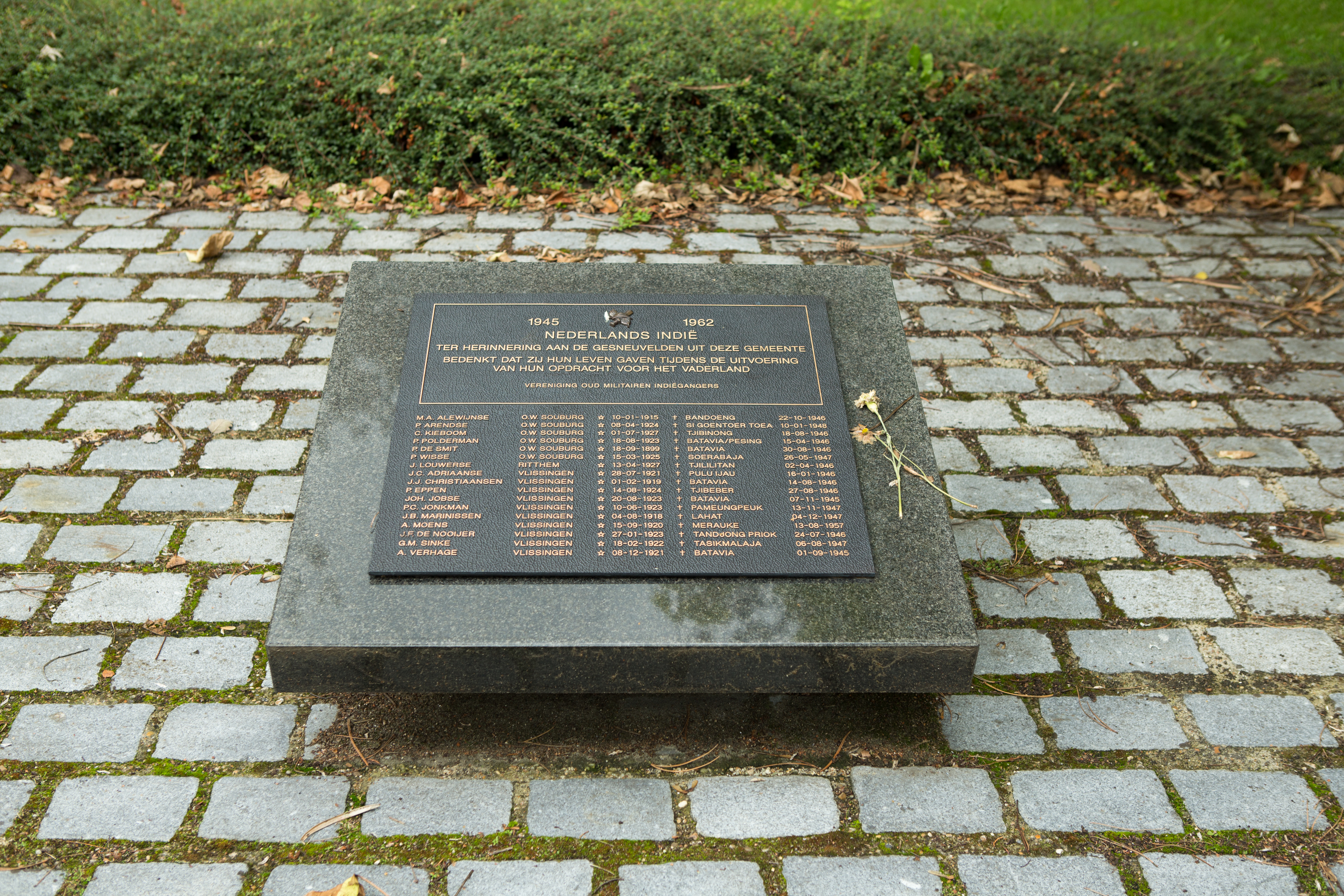
Indië-monument
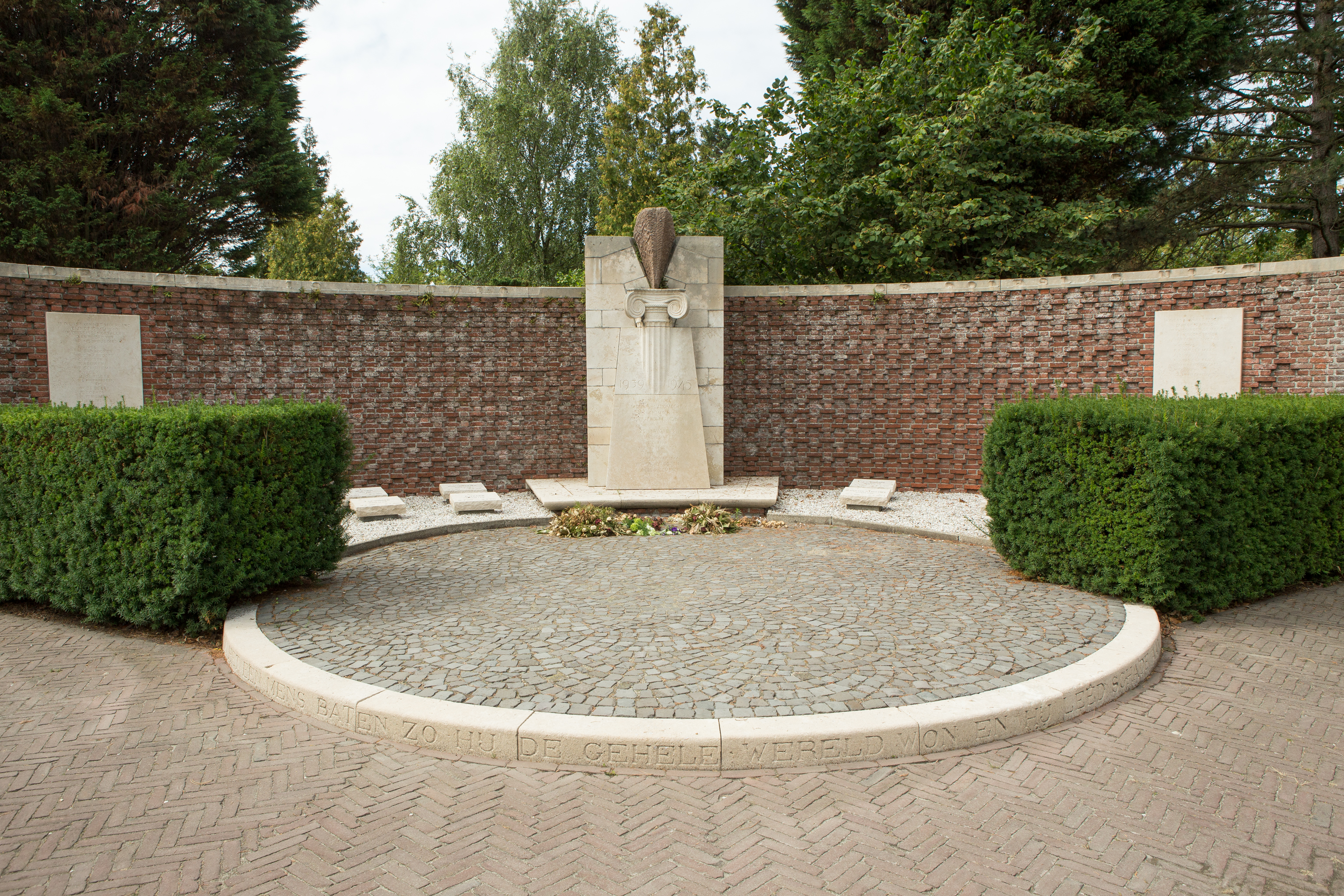
Monument voor burgerslachtoffers